# Kaspar Rostrup
Kaspar Rostrup (Frederiksberg, 27 aprile 1940) è un regista danese.
Con il film Ballando con Regitze (Dansen med Regitze) ha ricevuto la candidatura per l'Oscar al miglior film in lingua straniera ai Premi Oscar 1990.

## Filmografia parziale
- Jeppe på bjerget (1981)
- Ballando con Regitze (Dansen med Regitze) (1989)
- Her i nærheden (2000)